# Hemithiris woodwardi
Hemithiris woodwardi är en armfotingsart som först beskrevs av Adams 1863.  Hemithiris woodwardi ingår i släktet Hemithiris och familjen Hemithirididae. Inga underarter finns listade i Catalogue of Life.